# Steve Johnson (tennisser)
Steve Johnson (Orange, 24 december 1989) is een Amerikaanse tennisser. In totaal won hij vier ATP-titels in het enkelspel en twee in het dubbelspel. Bovendien was hij in het enkelspel tweemaal en in het dubbelspel zesmaal verliezend finalist. Hij deed mee aan verscheidene grandslamtoernooien.

## Palmares

### Palmares enkelspel
| Legenda                       | Legenda               |
| ----------------------------- | --------------------- |
| Grand Slam                    |                       |
| Olympische Spelen             |                       |
| tot 2009                      | vanaf 2009            |
| Tennis Masters Cup            | ATP Finals            |
| ATP Masters Series            | ATP Tour Masters 1000 |
| ATP International Series Gold | ATP Tour 500          |
| ATP International Series      | ATP Tour 250          |

| Nr.                  | Datum            | Toernooi          | Ondergrond    | Tegenstander in finale | Score               | Details |
| -------------------- | ---------------- | ----------------- | ------------- | ---------------------- | ------------------- | ------- |
| Gewonnen finales     |                  |                   |               |                        |                     |         |
| 1.                   | 25 juni 2016     | ATP Nottingham    | Gras          | Pablo Cuevas           | 7-6(5), 7-5         | Details |
| 2.                   | 16 april 2017    | ATP Houston (1)   | Gravel        | Thomaz Bellucci        | 6-4, 4-6, 7-6(5)    | Details |
| 3.                   | 15 april 2018    | ATP Houston (2)   | Gravel        | Tennys Sandgren        | 7-6(2), 2-6, 6-4    | Details |
| 4.                   | 22 juli 2018     | ATP Newport       | Gras          | Ramkumar Ramanathan    | 7-5, 3-6, 6-2       | Details |
| Verloren finales     |                  |                   |               |                        |                     |         |
| 1.                   | 25 oktober 2015  | ATP Wenen         | Hardcourt (i) | David Ferrer           | 6-4, 4-6, 5-7       | Details |
| 2.                   | 25 augustus 2018 | ATP Winston-Salem | Hardcourt     | Daniil Medvedev        | 4-6, 4-6            | Details |
| Gewonnen challengers |                  |                   |               |                        |                     |         |
| 1.                   | 6 augustus 2012  | Aptos             | Hardcourt     | Robert Farah Maksoud   | 6-3, 6-3            |         |
| 2.                   | 10 juni 2013     | Nottingham        | Gras          | Ruben Bemelmans        | 7-5, 7-5            |         |
| 3.                   | 9 februari 2014  | Dallas            | Hardcourt (I) | Malek Jaziri           | 6-4, 6-4            |         |
| 4.                   | 6 april 2014     | Le Gosier         | Hardcourt     | Kenny de Schepper      | 6-1, 6-7(5), 7-6(2) |         |
| 5.                   | 11 augustus 2019 | Aptos             | Hardcourt     | Dominik Koepfner       | 6-4, 7-6(4)         |         |
| 6.                   | 18 januari 2020  | Bendigo           | Hardcourt     | Stefano Travaglia      | 7-6(2), 7-6(3)      |         |
| 7.                   | 8 maart 2020     | Indian Wells      | Hardcourt     | Jack Sock              | 6-4, 6-4            |         |

### Palmares dubbelspel
| Nr.                              | Datum            | Toernooi        | Ondergrond    | Partner          | Tegenstanders in finale               | Score               | Details |
| -------------------------------- | ---------------- | --------------- | ------------- | ---------------- | ------------------------------------- | ------------------- | ------- |
| Gewonnen finales herendubbel     |                  |                 |               |                  |                                       |                     |         |
| 1.                               | 22 mei 2016      | ATP Genève      | Gravel        | Sam Querrey      | Raven Klaasen Rajeev Ram              | 6-4, 6-1            | Details |
| 2.                               | 17 juli 2022     | ATP Newport     | Gras          | William Blumberg | Raven Klaasen Marcelo Melo            | 6-4, 7-5            | Details |
| Verloren finales herendubbel     |                  |                 |               |                  |                                       |                     |         |
| 1.                               | 27 juli 2014     | ATP Atlanta     | Hardcourt     | Sam Querrey      | Vasek Pospisil Jack Sock              | 3-6, 7-5, [5-10]    | Details |
| 2.                               | 14 februari 2016 | ATP Memphis     | Hardcourt     | Sam Querrey      | Mariusz Fyrstenberg Santiago González | 4-6, 4-6            | Details |
| 3.                               | 19 februari 2017 | ATP Memphis     | Hardcourt (i) | Ryan Harrison    | Brian Baker Nikola Mektić             | 3–6, 4–6            | Details |
| 4.                               | 16 februari 2020 | ATP Uniondale   | Hardcourt (i) | Reilly Opelka    | Dominic Inglot Aisam-ul-Haq Qureshi   | 6-7(5), 6-7(6)      | Details |
| 5.                               | 1 augustus 2021  | ATP Atlanta     | Hardcourt     | Jordan Thompson  | Reilly Opelka Jannik Sinner           | 4-6, 7-6(6), [3-10] | Details |
| 6.                               | 22 augustus 2021 | ATP Cincinnati  | Hardcourt     | Austin Krajicek  | Marcel Granollers Horacio Zeballos    | 6-7(5), 6-7(5)      | Details |
| Gewonnen challengers herendubbel |                  |                 |               |                  |                                       |                     |         |
| 1.                               | 7 november 2011  | Knoxville       | Hardcourt (I) | Austin Krajicek  | Adam Hubble Frederik Nielsen          | 3-6, 6-4, [13-11]   |         |
| 2.                               | 3 november 2013  | Charlottesville | Hardcourt (I) | Tim Smyczek      | Jarmere Jenkins Donald Young          | 6-4, 6-3            |         |

## Resultaten grote toernooien
| Legenda | Legenda                          |
| ------- | -------------------------------- |
| g.t.    | geen toernooi gehouden           |
| l.c.    | lagere categorie                 |
| –       | niet deelgenomen                 |
| G       | uitgeschakeld in de groepsfase   |
| 1R      | uitgeschakeld in de eerste ronde |
| 2R      | uitgeschakeld in de tweede ronde |
| 3R      | uitgeschakeld in de derde ronde  |
| 4R      | uitgeschakeld in de vierde ronde |
| KF      | uitgeschakeld in de kwartfinale  |
| HF      | uitgeschakeld in de halve finale |
| F       | de finale verloren               |
| W       | het toernooi gewonnen            |
| w-v     | winst/verlies-balans             |

### Enkelspel
| toernooi             | 2011 | 2012 | 2013 | 2014 | 2015 | 2016 | 2017 | 2018 | 2019 | 2020 | 2021 | 2022 | 2023 |
| -------------------- | ---- | ---- | ---- | ---- | ---- | ---- | ---- | ---- | ---- | ---- | ---- | ---- | ---- |
| grandslamtoernooien  |      |      |      |      |      |      |      |      |      |      |      |      |      |
| Australian Open      | –    | –    | 1R   | 1R   | 3R   | 3R   | 2R   | 1R   | 1R   | 1R   | –    | 2R   | –    |
| Roland Garros        | –    | –    | 1R   | 2R   | 3R   | 1R   | 3R   | 3R   | 1R   | 1R   | 3R   | 2R   | –    |
| Wimbledon            | –    | –    | 1R   | 1R   | 2R   | 4R   | 3R   | 1R   | 3R   | g.t. | 2R   | 3R   | –    |
| US Open              | 1R   | 3R   | 1R   | 1R   | 1R   | 2R   | 2R   | 2R   | 1R   | 2R   | 2R   | 1R   |      |
| ATP Masters 1000     |      |      |      |      |      |      |      |      |      |      |      |      |      |
| Indian Wells         | –    | –    | 1R   | 1R   | 3R   | 3R   | 3R   | 1R   | 2R   | g.t. | 1R   | 3R   | –    |
| Miami                | –    | –    | –    | 1R   | 1R   | 3R   | 2R   | 3R   | 2R   | g.t. | 1R   | –    | –    |
| Monte Carlo          | –    | –    | –    | –    | 1R   | –    | –    | –    | –    | g.t. | –    | –    | –    |
| Madrid               | –    | –    | –    | –    | 2R   | 1R   | –    | –    | 1R   | g.t. | –    | –    | –    |
| Rome                 | –    | –    | –    | –    | 1R   | 1R   | –    | 2R   | 1R   | –    | –    | –    | –    |
| Montreal/Toronto     | –    | –    | –    | –    | 1R   | 1R   | 1R   | 1R   | –    | g.t. | –    | –    | –    |
| Cincinnati           | –    | –    | –    | 3R   | –    | KF   | 1R   | 1R   | –    | –    | –    | –    | –    |
| Shanghai             | –    | –    | –    | 2R   | 2R   | 2R   | 3R   | 1R   | –    | g.t. | g.t. | g.t. |      |
| Parijs               | –    | –    | –    | –    | –    | 2R   | 1R   | 1R   | –    | –    | –    | –    |      |
| olympisch            |      |      |      |      |      |      |      |      |      |      |      |      |      |
| Olympische Spelen    | g.t. | –    | g.t. | g.t. | g.t. | KF   | g.t. | g.t. | g.t. | g.t. | –    | g.t. | g.t. |
| statistieken         |      |      |      |      |      |      |      |      |      |      |      |      |      |
| totaal aantal titels | 0    | 0    | 0    | 0    | 0    | 1    | 1    | 2    | 0    | 0    | 0    | 0    | 0    |
| eindejaarsranking    | 372  | 175  | 157  | 37   | 32   | 33   | 44   | 33   | 85   | 72   | 85   | 110  |      |

### Dubbelspel
| toernooi             | 2011 | 2012 | 2013 | 2014 | 2015 | 2016 | 2017 | 2018 | 2019 | 2020 | 2021 | 2022 | 2023 |
| -------------------- | ---- | ---- | ---- | ---- | ---- | ---- | ---- | ---- | ---- | ---- | ---- | ---- | ---- |
| grandslamtoernooien  |      |      |      |      |      |      |      |      |      |      |      |      |      |
| Australian Open      | –    | –    | –    | –    | 1R   | 2R   | –    | 2R   | 2R   | 3R   | –    | –    | –    |
| Roland Garros        | –    | –    | –    | 1R   | 2R   | –    | 1R   | 3R   | 1R   | 1R   | 1R   | –    | –    |
| Wimbledon            | –    | –    | 1R   | –    | 2R   | 1R   | –    | –    | –    | g.t. | –    | 1R   | –    |
| US Open              | 1R   | 2R   | 1R   | 1R   | HF   | 1R   | 1R   | –    | 1R   | –    | HF   | 1R   |      |
| ATP Masters 1000     |      |      |      |      |      |      |      |      |      |      |      |      |      |
| Indian Wells         | –    | –    | –    | –    | –    | 1R   | 2R   | 1R   | 1R   | g.t. | 2R   | –    | –    |
| Miami                | –    | –    | –    | –    | –    | 1R   | 2R   | HF   | 1R   | g.t. | 1R   | –    | –    |
| Monte Carlo          | –    | –    | –    | –    | –    | –    | –    | –    | –    | g.t. | –    | –    | –    |
| Madrid               | –    | –    | –    | –    | 1R   | 1R   | –    | –    | –    | g.t. | –    | –    | –    |
| Rome                 | –    | –    | –    | –    | –    | 2R   | –    | 2R   | –    | –    | –    | –    | –    |
| Montreal/Toronto     | KF   | –    | KF   | HF   | –    | –    | –    | –    | –    | g.t. | –    | –    | –    |
| Cincinnati           | –    | –    | –    | –    | 2R   | 1R   | 1R   | 1R   | –    | HF   | F    | 2R   | –    |
| Shanghai             | –    | –    | –    | –    | –    | 1R   | –    | –    | –    | g.t. | g.t. | g.t. |      |
| Parijs               | –    | –    | –    | –    | –    | –    | –    | –    | –    | –    | –    | –    |      |
| olympisch            |      |      |      |      |      |      |      |      |      |      |      |      |      |
| Olympische Spelen    | g.t. | –    | g.t. | g.t. | g.t. | HF   | g.t. | g.t. | g.t. | g.t. | –    | g.t. | g.t. |
| statistieken         |      |      |      |      |      |      |      |      |      |      |      |      |      |
| totaal aantal titels | 0    | 0    | 0    | 0    | 0    | 1    | 0    | 0    | 0    | 0    | 0    | 1    | 0    |
| eindejaarsranking    | 191  | 166  | 122  | 101  | 52   | 85   | 167  | 89   | 455  | 137  | 55   | 154  |      |